# 下围
下围是中国广东省广州市从化区的一个自然村。在江埔街道东南面约11千米，属上罗村管辖。因当地地名得名。民国时期建村。1998年时，全村人口120人。